# Agostino Cappelli
Pour les articles homonymes, voir Cappelli.
Agostino Cappelli (Ascoli Piceno, 1751 - Ascoli Piceno, 1831) est un architecte, sculpteur et peintre italien.

## Biographie
Agostino Cappelli est né le 26 août 1751 à Ascoli Piceno dans les Marches et a exercé dans sa ville natale et ses environs en tant qu'architecte, sculpteur, peintre et graveur sur cuivre jusqu'à sa mort advenue le 8 décembre 1831.

## Œuvres
Peintures
- Retable, Église de l'Immacolata Concezione, Ascoli Piceno,
- Ritratto di Lazzaro Giosafatti, huile sur toile, 69 × 55 cm

Statues
- Allegoria di una stagione, sculpture, stuc,
- Allegoria dell'inverno, sculpture, stuc,
- Allegoria della primavera, sculpture, stuc
- Umiltà, sculpture, stuc,
- Castità, sculpture, stuc,
- Purezza, sculpture, stuc,

Dessins
- Madonna ; Sant'Emidio; martirio di una Santa, études[1],
- Progetto di nicchia con figura allegorica,
- Apparizione di San Giuseppe con Gesù Bambino ai Santi Domenico e Ignazio (?),
- Nardini Tommaso, apparizione della Madonna a San Gregorio,
- Sant'Antonio Abate,
- San Vincenzo Ferrer e Santo in adorazione del calice eucaristico,

Eau-forte
- Madonna di S. Sisto o Sistina, d'après Raffaello Sanzio, 49,5 × 65 cm, Civica Raccolta di Incisioni Serrone Villa Reale, Monza,

Architecture
- Cappella del Santissimo Sacramento, Cathédrale Sant'Emidio, Ascoli Piceno.